# Campionato italiano femminile di hockey su ghiaccio 1997-1998
Il Campionato italiano femminile di hockey su ghiaccio 1997-98 ha visto al via nuovamente le medesime 8 compagini dell'anno precedente: HC Agordo, HC Lario Halloween, HC Eagles Bolzano, HC Falchi Boscochiesanuova, HC Gardena Girls, HC Femminile Feltre, HC Yellow Team Milano e SG Valbelluna Hoseki.

## Classifica
1. Bolzano
2. Belluno
3. Agordo
4. Gardena
5. Como
6. Milano
7. Feltre
8. Boscochiesanuova

L'Hockey Club Eagles Bolzano vince il suo secondo titolo italiano.